# Glabellula unicolor
Glabellula unicolor is een vliegensoort uit de familie van de Mythicomyiidae. De wetenschappelijke naam van de soort is voor het eerst geldig gepubliceerd in 1910 door Strobl.